# Ophelosia australis
Ophelosia australis är en stekelart som beskrevs av Berry 1995. Ophelosia australis ingår i släktet Ophelosia och familjen puppglanssteklar. Inga underarter finns listade i Catalogue of Life.